# 한텡그리봉
한텡그리봉(위구르어: خانتەڭرى, Хантәңри, Xantengri; 카자흐어: Хан Тәңірі/حان تأڭئرئ, Xan Täñiri; 키르기스어: Хан-Теңири/حان-تەڭىرى; 중국어: 汗腾格里峰)은 톈산산맥의 산으로, 중국, 카자흐스탄, 키르기스스탄의 국경에 위치한다. 지질학적 높이는 6,995m이나, 봉우리의 얼음을 포함한 높이는 7,010m이다.
한텡그리봉은 톈산산맥에서 포베다 산(7,439m)에 이어 두 번째로 높은 산이다. 산 이름은 카자흐어로 "하늘의 대왕"을 뜻한다. 카자흐스탄에서 가장 높은 산이며, 키르기스스탄에서는 포베다산(7,439m), 레닌봉(7,134m)에 이어 세 번째로 높다. 7,000m 봉우리 중 가장 북쪽에 위치한다.

## 같이 보기
- 포베다산